# Aega affinis
Aega affinis är en kräftdjursart som beskrevs av Milne Edwards 1840. Aega affinis ingår i släktet Aega och familjen Aegidae. Inga underarter finns listade i Catalogue of Life.